# Yugem

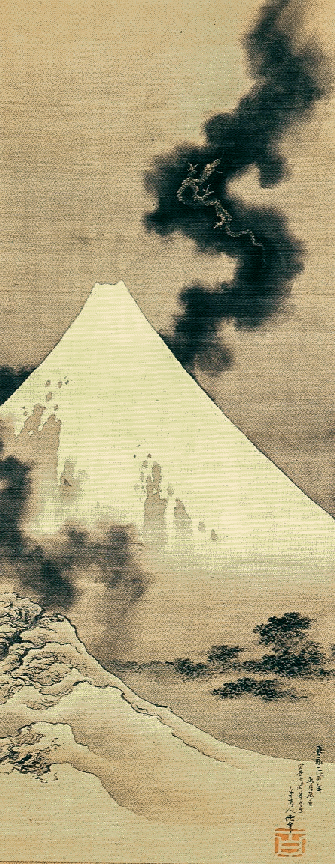
O dragão do fumo que escapa do Monte Fuji, Hokusai.

Yuugen ou Yugem (幽玄, Yūgen) refere-se a um importante conceito sobre a estética tradicional japonesa. O termo foi encontrado pela primeira vez em textos filsóficos chineses, onde significa "escuro" ou "misterioso". Yugem significa um profundo sentimento interno. Expressão de profundidade, do mistério não-traduzido, do incompreensível  e do abstrato em todas as atividades artísticas. Yugem é a expressão do inevitável da impermanência. Segundo os japoneses, o yugem pode apenas ser intuído, apreciado pela mente e jamais verbalizado - estando além da consciência. Estética famosamente defendida por Zeami para o teatro Nō, baseia-se no uso da sugestão para criar uma elegância reﬁnada e profunda. É dito significar "um profundo sentido misterioso da beleza do universo... e triste beleza do sofrimento humano". Na crítica da poesia japonesa de waka, este termo foi usado para descrever a subtil profundidade das coisas que é vagamente referida nesses poemas. O yugem pode também referir-se ao nome de um estilo de poesia (um dos dez estilos ortodoxos delineados nos tratados de Fujiwara no Teika). Nos tratados internacionais de teatro noh de Zeami Motokiyo, o yugem refere a graça e elegância de vestir valorizando o comportamento das damas da corte. Assim, segundo a interpretação de Zeami, o yugem surge como significado de "elegância refinada" no desempenho do noh.
Algumas pinturas japonesas de paisagens com névoa, por exemplo, levam o observador a fazer uma conexão com o espaço que parece estar além deste mundo. Este é o sentido estético do Yugem.